# Гейки, Джеймс Мердок
Джеймс Мердок Гейки (англ. James Murdoch Geikie; 1839—1915) — шотландский геолог.

## Биография
Родился 23 августа 1839 года в Эдинбурге в семье  James Stuart Geikie и Isabella Thom, брат Арчибальда Гейки, тоже геолога.
Джеймс получил образование в эдинбургской школе Royal High School, затем был учеником печатника в компании Archibald Constable and Company, после чего поступил в Эдинбургский университет для изучения геологии.

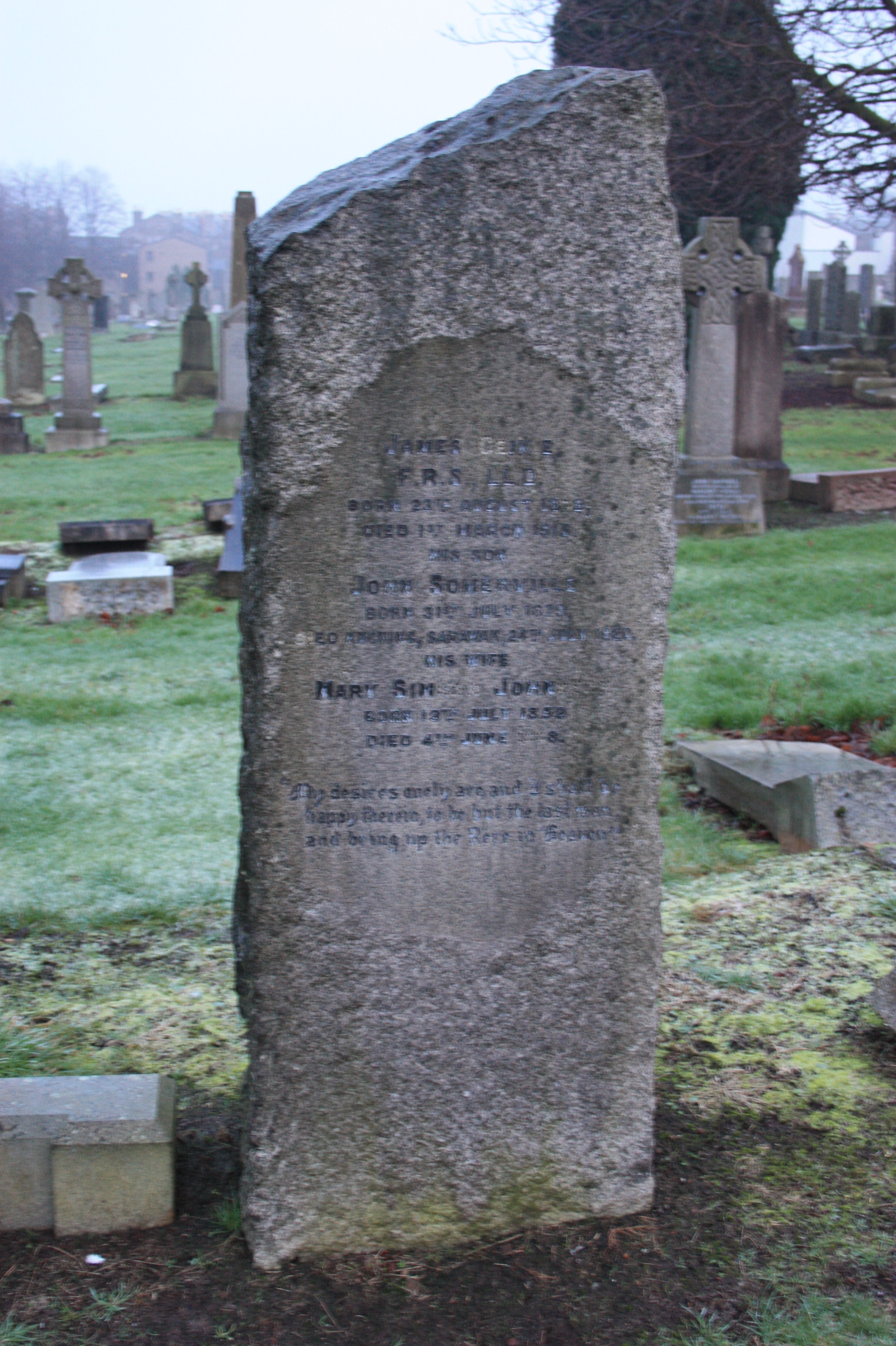
Могила Джеймса Гейки

Гейки служил в Геологической службе с 1862 по 1882 год, сменив своего брата в качестве профессора геологии и минералогии в Эдинбургском университете. В качестве особого предмета для своих исследований он взял тему происхождения поверхностных элементов Земли и какую роль в этом сыграли ледники. Его взгляды на этот предмет воплощены в главной работе «The Great Ice Age and its Relation to the Antiquity of Man» (1874).
В 1871 году он был избран членом Королевского общества Эдинбурга и дважды занимал в нём должность вице-президента (1892–1897 и 1900–1905), один раз был президентом (1913–1915). Членом Лондонского королевского общества стал в 1875 году. С 1888 года Гейки был почетным редактором журнала Scottish Geographical Magazine. В 1910 году был награжден золотой медалью Королевского шотландского географического общества (Royal Scottish Geographical Society). В 1904 году он был избран президентом Шотландского географического общества, находясь на этом посту до 1910 года.
С 1861 года Джеймс Гейки жил в Эдинбурге. В 1882 году переехал в Лондон, вернувшись в Эдинбург только в позднем возрасте.
Умер 1 марта 1915 года в Эдинбурге и был похоронен на городском кладбище  Morningside Cemetery.
В честь шотландского геолога Джон Мьюир назвал ледник на Аляске.
Некоторые работы Джеймса Гейки:
- The Great Ice Age (1874),
- Prehistoric Europe (1880),
- Earth Sculpture: The Origin of Land Forms (1913),
- Mountains: Their Origin Growth and Decay (1913),
- The Antiquity of Man in Europe (1914).